# Krzywy Most w Mostarze
Krzywy Most (boś. Kriva Ćuprija) – kamienny most w Mostarze nad rzeką Radobolja, wybudowany w 1558.

## Opis
Most znajduje się nad rzeką Radobolją, prawym dopływem Neretwy. Został ukończony w 1558, tym samym jest o 8 lat starszy od oddalonego o 150 m i identycznego wyglądem, jednak większego rozmiarem Starego Mostu.
Most jest jednoprzęsłowy, o długości 8,56 m i wysokości 4,15 m. Przez długi czas most był jedyną przeprawą przez Radobolję w jej dolnym biegu. Do uruchomienia połączenia kolejowego w Mostarze w 1884 most ten znajdował się na głównym szlaku na trasie północ-południe. Wraz z uregulowaniem rzeki i rozbudową dalszych połączeń kolejowych Krzywy Most stracił na znaczeniu. W 1969 most przeszedł gruntowną renowację. Zyskał także status zabytku. Konstrukcja Krzywego Mostu ucierpiała podczas powodzi w grudniu 2000. W następnym roku została wyremontowana ze środków UNESCO i Luksemburga.
Wraz z całym zespołem Starego Miasta i Starego Mostu Krzywy Most został wpisany na listę światowego dziedzictwa kultury UNESCO.